# توکاچکا
توکاچکا (به بلغاری: Tokachka) یک منطقهٔ مسکونی در بلغارستان است که در شهرستان کروموفگراد واقع شده‌است.